# Ольшова (Малопольське воєводство)
Ольшова (пол. Olszowa) — село в Польщі, у гміні Заклічин Тарновського повіту Малопольського воєводства.
Населення — 482 особи (2011).
У 1975-1998 роках село належало до Тарновського воєводства.

## Демографія
Демографічна структура станом на 31 березня 2011 року:
|          | Загалом | Допрацездатний вік | Працездатний вік | Постпрацездатний вік |
| -------- | ------- | ------------------ | ---------------- | -------------------- |
| Чоловіки | 245     | 43                 | 180              | 22                   |
| Жінки    | 237     | 52                 | 128              | 57                   |
| Разом    | 482     | 95                 | 308              | 79                   |